# 모노베촌 (효고현)
모노베촌(物部村)은 효고현 쓰나군에 있던 촌이다. 이 지역은 대략 현재의 모노노베 1초메-모노노베 3초메, 모노노베, 가미모노베 1초메-가미모노베 2초메, 스모토시 가미모노베에 해당한다. 

## 역사
- 1889년 4월 1일 - 정촌제 시행에 의해 쓰나군 모노베촌이 단독으로 자치체를 형성하였다.
- 1907년 12월 1일 - 이소촌과 합병해 이쿠사토촌이 성립하여, 동일 혼고촌은 폐지되었다.
- 1909년 1월 1일 - 스모토정, 우시오촌과 합병해, 새로운 스모토정이 성립하여, 동일 모노베촌은 폐지되었다.

## 참고문헌
- 가도카와 일본지명대사전 28 효고현